# Шалтикбашево
Шалтикба́шево (рос. Шалтыкбашево, башк. Шалтыҡбаш) — присілок у складі Шаранського району Башкортостану, Росія. Входить до складу Акбарісовської сільської ради.
Населення — 8 осіб (2010; 21 у 2002).
Національний склад:
- марійці — 81 %